# Fredrik Jensen
Fredrik Jensen (ur. 9 września 1997 w Porvoo) – fiński piłkarz grający na pozycji pomocnika w Aris FC.

## Kariera klubowa
Treningi piłkarskie rozpoczął w FC Futura, z którego trafił do FC Honka, a następnie do HJK Helsinki. We wrześniu 2013 podpisał kontrakt z FC Twente. W czerwcu 2015 przedłużył umowę z klubem do połowy 2018 roku. W styczniu 2017 przedłużył kontrakt o 2 lata. W czerwcu 2018 podpisał pięcioletni kontrakt z FC Augsburg.

## Kariera reprezentacyjna
W reprezentacji Finlandii zadebiutował 28 marca 2017 w zremisowanym 1:1 meczu towarzyskim z Austrią, w którym strzelił gola.

## Życie osobiste
Wywodzi się z mniejszości szwedzkojęzycznej. Jego starszy brat Richard również jest piłkarzem.